# 톱을 노려라2!
《톱을 노려라2!》는 GAINAX가 설립 20주년 기념작품으로서 제작한 OVA작품이다. 발매는 2004년 11월부터 2006년 8월까지 전 6화. 1988년의 작품『톱을 노려라!』의 속편이다.
재편집 극장판이 2006년 10월 1일부터 도쿄 아니메 센터・아키바3D 시어터에서 공개되었고, 삿포로・니이가타・오사카・나고야・고베에서도 상영되었다.
「도쿄국제아니메 페어 2007」에서도 오리지널 비디오 부문 우수작품상을 수상하였다.
타이틀 표기는 『톱을 노려라!2』가 아닌,「!」의 앞에「2」가 오는『톱을 노려라2!』가 올바른 표기이다.
1988년에 발매된 가이낙스 초기의 대표작『톱을 노려라!』（OVA작품）의 속편이다. 감독은 츠루마키 카즈야로서, 전작의 감독 안노 히데아키는 감수로서 참가하였다. 하지만, 안노는 최초의 아이디어를 한가지 낸 것 이외에는 제4화에서 그림 콘티를 자르기 전까지는 작품 제작에 대해서 완전한 노터치였기에, 이름뿐인 감수였다고 하는 이야기도 있다. 그 외의 제작 스태프는, 가이낙스 중핵 멤버의 교체 등의 이유로 인해 『톱을 노려라!』와는 큰 차이를 보이고 있다.

## 주제가

### 오프닝
Groovin'Magic
작사・작곡 - 伊藤利恵子／편곡 - ROUND TABLE & 桜井康史／스트링스 편곡 - 宮川弾／노래・연주 - ROUND TABLE featuring Nino

### 엔딩
星屑涙
작사 - ACKO／작・편곡 - 永井ルイ／노래 - ACKO

## 만화판
만화판은 극장판 공개에 앞서 후지미 서방(富士見書房)의 월간 드래곤에이지(月刊ドラゴンエイジ) 증보판 「드래곤 에이지퓨어(ドラゴンエイジピュア)」Vol.2에서 연재 개시. 작화는 아카네 코테츠(茜虎徹).

### 잡지 게재
아래의 2잡지에 게재. 전 5화.
- 드래곤 에이지퓨어(ドラゴンエイジピュア) Vol.2・Vol.3
- 월간 드래곤 에이지(月刊ドラゴンエイジ) 2006년 9월 ~ 11월호

2007년 4월 단행본화.

## 방송
| 방송일시                                | 방송국   | 분류       | 특이사항      |
| --------------------------------------- | -------- | ---------- | ------------- |
| 2007년 12월 22일 0:00 ~ 1:00            | BS일레븐 | OVA제1/2화 | 하이비전 방송 |
| 2007년 12월 22일 23:00 ~ 12월 23일 1:00 | BS일레븐 | OVA제3~6화 | 하이비전 방송 |
| 2008년 1월 20일 21:00 ~ 22:36           | BShi     | 극장판     | 하이비전 방송 |
| 2008년 3월 20일 0:55 ~ 2:31             | BS2      | 극장판     | 일반화질 방송 |

## 인터넷 라디오
- DIEBUSTER WEB RADIO TOP! LESS